# Serie C w rugby union mężczyzn
Serie C – czwarty w hierarchii poziom ligowy rugby union we Włoszech, jednocześnie najwyższy, w którym spotkania odbywają się jedynie w ramach regionu.
Za organizację rozgrywek na tym poziomie odpowiadają regionalne komitety i delegatury Federazione Italiana Rugby. Każdego sezonu osiem zespołów uzyskuje awans do Serie B.
| Regionalny związek                          | Oficjalna strona |
| ------------------------------------------- | ---------------- |
| Comitato Regionale Abruzzo                  |                  |
| Delegazione Regionale Calabria              |                  |
| Comitato Regionale Campania                 |                  |
| Comitato Regionale Emilia Romagna           |                  |
| Comitato Regionale Lazio                    |                  |
| Comitato Regionale Liguria                  |                  |
| Comitato Regionale Lombardia                |                  |
| Comitato Regionale Marche                   |                  |
| Comitato Regionale Piemonte                 |                  |
| Comitato Regionale Puglia                   |                  |
| Comitato Regionale Sardegna                 |                  |
| Comitato Regionale Sicilia                  |                  |
| Comitato Regionale Toscana                  |                  |
| Comitato Regionale Veneto                   |                  |
| Delegazione Provinciale Bolzano             |                  |
| Delegazione Regionale Basilicata            |                  |
| Delegazione Regionale Friuli Venezia Giulia |                  |
| Delegazione Regionale Valle d'Aosta         |                  |
| Comitato Provinciale Trento                 |                  |
| Delegazione Regionale Molise                |                  |